# 托克
托克（挪威語：Tokke）是挪威泰勒马克郡的市镇，行政中心为達倫村。市镇面积為984.58平方公里，2023年人口数量為2,198人，人口密度為2.4人/平方公里。所在時區為歐洲中部時間。